# Bibertal
Bibertal är en kommun i Landkreis Günzburg i Regierungsbezirk Schwaben i förbundslandet Bayern i Tyskland.
Kommunen bildades 1 maj 1978 genom en sammanslagning av kommunerna  Anhofen, Bühl, Echlishausen, Ettlishofen, Kissendorf, Schneckenhofen och Silheim.